# Esporte Clube Passo Fundo
L'Esporte Clube Passo Fundo, noto anche semplicemente come Passo Fundo, è una società calcistica brasiliana con sede nella città di Passo Fundo, nello stato del Rio Grande do Sul.

## Storia
Il club è stato fondato il 10 gennaio 1986. Ha vinto il Campeonato Gaúcho Divisão de Acesso nel 1986.

## Palmarès

### Competizioni statali
- Campeonato Gaúcho Divisão de Acesso: 1

1986
- Campeonato da Região Serrana: 1

2013